# جوسو استوکی
جوسو استوکی (انگلیسی: Giosuè Stucchi; ۱۳ مارس ۱۹۳۱ – ۱۰ مهٔ ۲۰۲۱) بازیکن فوتبال اهل ایتالیا بود.
از باشگاه‌هایی که در آن بازی کرده‌است می‌توان به باشگاه فوتبال اودینزه، باشگاه فوتبال آ.اس. رم، و باشگاه فوتبال برشا اشاره کرد.